# Live at the Fillmore
Live at the Fillmore е концертен албум на рап групата Cypress Hill записан на 16 август, 2000 в клуб Филмор в Сан Франциско. Той е записан и заснет в същата зала, в която е заснет и Insane In The Brain. Албумът привлича вимание с това, че в част от изпълненията са изсвирени рапкор кавъри на някои от най-известните песни на Сайпръс и се забелязва голямо влияние от рока и метъла.

## Песни
1. Hand on the Pump – 3:55
2. Real Estate – 3:17
3. How I Could Just Kill a Man – 3:22
4. Insane in the Brain – 3:36
5. Pigs – 2:34
6. Looking Through the Eyes of a Pig – 8:02
7. Cock the Hammer – 3:43
8. Checkmate – 3:30
9. Can't Get the Best of Me – 3:59
10. Lick a Shot – 3:36
11. A to the K – 4:55
12. I Ain't Goin' Out Like That – 3:37
13. I Wanna Get High – 2:11
14. Stoned Is The Way of the Walk – 1:58
15. Hits From the Bong – 2:52
16. Riot Starter – 3:49
17. (Rock) Superstar – 6:06
18. "Checkmate (Remix) [Secret track]" – 4:01